# احتلوا بورتلاند
احتلوا بورتلاند هو تجمّع بدأ في 6 أكتوبر 2011 في وسط مدينة بورتلاند في ولاية أوريغون كاحتجاج ومظاهرة ضد عدم المساواة الاقتصادية في جميع أنحاء العالم. وكانت مستوحاة من حركة احتلوا وول ستريت التي بدأت في مدينة نيويورك في 17 سبتمبر 2011.
جذبت الحركة في مسيرتها الأولى في 6 أكتوبر ما يقدر بنحو 10 آلاف شخص إلى ساحة محكمة الرواد. أقام المتظاهرون فيما بعد مخيمًا في منتزه بلازا بلوكس بالقرب من مجلس مدينة بورتلاند. تضم بلازا بلوكس ساحة لونسديل على الجانب الشمالي وساحة تشابمان على الجانب الجنوبي اللتين كانتا مركز التخييم.
في 10 نوفمبر، أعطى عمدة بورتلاند سام آدمز المحتجين موعدًا نهائيًا لإخلاء المنتزه بحلول الساعة 12:01 صباحًا في 13 نوفمبر. صدر الأمر استجابة لارتفاع معدلات الجريمة وتكاليف العمل الإضافي للشرطة. أفادت أنباء في فبراير 2012 أن أجر عمل الشرطة الإضافي لحفظ الأمن خلال أنشطة «احتلوا بورتلاند» بلغ حوالي مليوني دولار أمريكي. أزالت شرطة بورتلاند في 13 نوفمبر خيام حركة «احتلوا بورتلاند»، ومع ذلك، واصلت المنظمة -التي سُمّيت حركة «احتلوا بورتلاند» باسمها- التخطيط لأعمال العصيان المدني. في 12 ديسمبر، قادت حركة «احتلوا بورتلاند» اعتصامًا أدى إلى إغلاق ميناء بورتلاند في ذلك اليوم.
اعتبارًا من يوليو 2012، واصلت «احتلوا بورتلاند» المشاركة في الاجتماعات والأحداث والإجراءات المنظمة. وابتداءً من يوليو 2015، واصلت تنظيم الأحداث ودعم الجهود المبذولة لمناهضة الحرب ودعم الطلاب المضربين عن سداد الديون.

## خلفية
استوحيت «احتلوا بورتلاند» من حركة «احتلوا وول ستريت» التي بدورها كانت مستوحاة من الربيع العربي وروّجت لها مجلة «أدباسترز» المناهضة للاستهلاكية ومجموعة الناشطين القراصنة «أنونيموس».

## احتلال ساحتي لونسديل وتشابمان

### التجهيزات
بدأ منظمو «احتلوا بورتلاند» العمل على التجمّع قبل أسبوعين. قبل بدء المسيرة، احتشد قادة التجمّع لمشاركة معلومات الاتصال من أجل الحصول على المساعدة القانونية في حال حدوث أي اعتقالات. ارتدى القادة أشرطة الذراع لتحديد الأدوار مثل المسعفين وأفراد حفظ السلام وغير ذلك. حثّ مسؤولو المدينة المتظاهرين للحصول على تصريح ومشاركة المسار المقصود. لم يفعل المنظمون أيًّا من ذلك، لكنهم تعاونوا مع الشرطة طوال يوم التجمّع.
في صباح 6 أكتوبر، أصدر عمدة بورتلاند سام آدامز بيانًا يقرّ فيه بخطط «احتلوا بورتلاند» للاحتجاج السلمي ويحذّر سكان المدينة من «اضطرابات» محتملة. وأصر على تواصل ممثلي المدينة ومكتب شرطة بورتلاند مع منظمي الحدث لضمان «حدث سلمي وفعال ومنظم يكون الجميع فيه بأمان». أصدر تحالف أعمال بورتلاند التجارية تحذيرًا أمنيًا وشجع الشركات في وسط المدينة على توخّي الحذر.

### الاحتجاج
وفقًا للمنظمين، سبب الاحتجاج هو الإحباط الناجم عن «جشع الشركات وعدم المساءلة الحكومية». التقى المتظاهرون في حديقة توم ماكول ذات الواجهة البحرية بالقرب من جسر برنسايد عند الظهر وبدؤوا المسير على طول شارع يامهيل إلى ساحة محكمة الرواد ابتداءً من الساعة 2:30 مساءً.
قدّرت شرطة بورتلاند الحشد بأكثر من أربعة آلاف شخص عندما بدأت المسيرة، إذ ارتفع عددهم إلى عشرة آلاف بحلول منتصف النهار وامتلأت ساحة محكمة الرواد والشوارع المحيطة بها. أجبر حجم الحشد TriMet -وهي الوكالة العامة التي تدير المواصلات العمومية في جميع أنحاء منطقة بورتلاند السكنية- على إيقاف تشغيل خطوط قطارات ماكس الخفيفة الخضراء منها والصفراء بصورة مؤقتة على طول بورتلاند ترانزيت مول. أُغلق جزء من شارع برودواي لمدة ساعة ونصف تقريبًا. ولم يُلق القبض على أحد في هذا السياق. بإذن من رئيس بلدية آدمز، استقر مئات المتظاهرين في ساحتي لونسديل وتشابمان للتخييم طوال الليل.
احتلّ المتظاهرون أيضًا جزءًا من الشارع الرئيسي بين ساحتي لونسديل وتشابمان. التقى العمدة آدمز بالمتظاهرين ليطلب منهم إخلاء الشارع وفتح حركة المرور من جسر هوثورن الذي ينفذ على الشارع الرئيسي. وافق معظم المتظاهرين على ذلك، لكن ليس جميعهم؛ في ليلة 12 أكتوبر، أخلت الشرطة الشارع وألقت القبض على ثمانية أشخاص، مشيرة إلى أنها ستواصل إبقاء الشارع مفتوحًا.
في 26 أكتوبر، أبلغ منظمو «احتلوا بورتلاند» عن اختفاء 20 ألف دولار تم التبرع بها للمجموعة من خلال حساب باي بال. عقب فقدان التبرعات، قدمت اللجنة المالية لحركة «احتلوا بورتلاند» طلبًا إلى ولاية أوريغون لدمج المنظمة باعتبارها منظمة غير ربحية ضد رغبات الجمعية العامة، منتدى اتخاذ القرارات بالمنظمات. قال عضو اللجنة المالية ريد جاكسون أن الطلب قُدّم لمنع المخترق داخل المجموعة من الاستفادة من الأموال التي جمعتها الحركة.
بدأ احتجاج في مقاطعة اللؤلؤ بعد ظهر يوم 29 أكتوبر، بعد انتهاء المسيرة في ساحة جاميسون. حظر العمدة سام آدمز امتداد الاحتجاج في حدائق المدينة خارج ساحتي تشابمان ولونسديل؛ عندما تحداه المتظاهرون، اعتُقل 27 منهم. قال المتظاهرون إن سكان منطقة اللؤلؤ يمثّلون أفرادًا من السكان الأغنياء الذين يحتجون ضدهم.

### رد الفعل العام
شارك في المسيرة أعضاء من المحاربين القدامى من أجل السلام من فرع بورتلاند، وكذلك أعضاء من الاتحاد الدولي للشواطئ والمخازن، ومجلس النجارين في شمال غرب المحيط الهادئ، والاتحاد الدولي للعمال في أمريكا الشمالية، وغيرها من المنظمات العمالية المحلية. أصدر المجلس التنفيذي للعمال المحليين 483 (LIUNA) بيانًا لدعم الاحتجاج. أعربت إيلين برادي المرشحة لمنصب العمدة عن دعمها للمظاهرة، رغم أنها رددت رأي العمدة سام آدمز بأن المتظاهرين يجب أن يلتزموا بقوانين المدينة وألا يغلقوا الشوارع دون تصريح.
كان ممثل الدولة جيفرسون سميث هو الوحيد -من بين ثلاثة متنافسين رئيسيين في سباق عمدة بورتلاند لعام 2012-الذي صرّح رسميًا بمعارضته لأي محاولة لإزالة معسكر الاحتجاج من وسط مدينة بورتلاند طالما بقي المحتجون سلميين. قال سميث في 25 أكتوبر: «إذا خرجت الأمور عن السيطرة الجنائية، فيجب أن نكون مستعدين لاستخدام القوة، لكن لا يجب أن نكون مستعدين لاستخدام القوة لمجرد التعبير عن الرأي».
في 31 أكتوبر، زار المخرج مايكل مور متظاهري «احتلوا بورتلاند» وألقى خطابًا في تيري شرنك بلازا. تُعدّ شرنك بلازا ملكية فيدرالية تقع بالقرب من ساحتي تشابمان ولونسديل المخيّمَين الرئيسيين لحركة «احتلوا بورتلاند». اعتُقل عشرة محتجين بسبب تخييمهم في تيري شرنك بلازا، إذ صدر أمر عن المدينة يمنع المتظاهرين من توسيع مواقعهم إلى حدائق أخرى في المدينة. في الوثائق التي حصلت عليها الرقابة القضائية تبين أن شخصًا ما داخل حكومة أوباما أمر إدارة الخدمات العامة (GSA) بعدم اعتقال محتجي «احتلوا بورتلاند» الذين انتهكوا القانون المتعلق بالأراضي الفيدرالية التي تملكها GSA؛ هذا يتعارض مع المنع السابق الذي أصدرته حكومة أوباما.

### العلاقة مع مسؤولي المدينة
سعى محتجو بورتلاند إلى إقامة علاقات ودية مع الشرطة ومسؤولي المدينة وغيرهم من أفراد المجتمع. على الرغم من فشل المتظاهرين في الحصول على تصريح لمسيرة 6 أكتوبر، أو لتجمّعهم اللاحق في ساحة محكمة الرواد، تجنبوا المواجهة مع الشرطة من خلال التأكيد على استعدادهم للحفاظ على المسيرة والتجمع سلميين وتحت السيطرة. وبالفعل، نجحوا في تحقيق ذلك ولم تتم أي اعتقالات.
في 7 أكتوبر، دخل المحتجون في مفاوضات مع مسؤولي المدينة وشرطة بورتلاند للبقاء في ساحتي لونسديل وتشابمان. كانت القضية هي أن المدينة قد منحت تصريحًا لماراثون بورتلاند للتجمع في ساحة لونسديل في 9 أكتوبر. وافق المتظاهرون على الاندماج في ساحة تشابمان، وبدؤوا التفاوض مع المدينة والشرطة ومسؤولي الماراثون حول المتطلبات الأمنية. في 8 أكتوبر، توصّل المتظاهرون إلى اتفاق مع الماراثون والمدينة والشرطة، وسار عدة مئات من المتظاهرين وراء المتسابقين في الماراثون في 9 أكتوبر. أعلن مسؤولو ماراثون بورتلاند أن يومهم قد تكلّل بالنجاح، وأكد مدير الحدث لي سميث أن «متظاهري «احتلوا بورتلاند» كانوا بمثابة هبة من السماء بالنسبة لنا».
في 21 أكتوبر، نشرت شرطة بورتلاند إحصاءات الجريمة (بما في ذلك الاعتقالات الجنائية لمتظاهري «احتلوا بورتلاند») والتي «أظهرت ارتفاعًا في الجريمة بنسبة 81٪ مقارنةً بالأسبوعين قبل بدء الاحتجاج... وقالت الشرطة أنه بين 6 و20 أكتوبر، كان هناك 11 اعتقالًا بسبب أعمال التخريب و16 اعتقالًا بسبب السلوك غير المنضبط». أما في الأسبوعين الماضيين، أُلقي القبض على اثنين فقط لكل جريمة. استعرض مسؤولو المدينة هذه الأرقام في وقت لاحق، إلى جانب تأكيداتهم على سوء النظافة في موقع المخيم، وذلك لتبرير إخلاء المخيم.

### الإخلاء
في الساعة 12:01 صباحًا في يوم 13 نوفمبر، أصدر آدمز أمرًا لمكتب شرطة بورتلاند بإخلاء الحديقة وتفكيك الخيام. غادر نحو 70٪ من المخيمين على الفور، وبقي 30٪ منهم في مكانهم. في الساعات التالية، وصل الآلاف من سكان بورتلاند لرؤية مجريات الأحداث. جاء البعض منهم لدعم المحتجين وجاء آخرون ليروا كيف ستنهي الشرطة الاحتلال. خلال الليل، تقدمت الشرطة وانسحبت مرتين عند ورود تقارير عن أعمال عنف متفرقة. دعس حصان يمتطيه ضابط شرطة على قدم شخص، وأصيب شرطي بألعاب نارية، وضُرب آخر بزجاجة مياه.
وفي النهاية أغلقت شرطة مكافحة الشغب الاحتجاج، واعتقلت العشرات. ادعى بعض المتظاهرين استخدام القوة المفرطة من جانب الشرطة. واشتكى أحد المحتجين: «كان [المحتجون] يتحدثون عما سنقوم به، ثم بدأت [الشرطة] بضرب الأشخاص». هدّدت الشرطة باستخدام العوامل الكيميائية وأسلحة مكافحة الشغب إذا لم يتفرق المحتجون. في النهاية، وعلى الرغم من ذلك، كان الإخلاء أقل عنفًا من المدن الأخرى. بُثّت إجراءات الشرطة على الهواء مباشرة وتلقت تغطية صحفية عالمية.
بعد وقت قصير من الفجر، تمكنت الشرطة من اكتساح المخيم وتفكيك معظم الخيام. استعادت مجموعةٌ الركن الشمالي الغربي من ساحة تشابمان حتى استولت شرطة مكافحة الشغب على المنطقة المحيطة ظهرًا.
على الرغم من أن المخيم قد دُمّر، اعتُبرت المواجهة التي حدثت انتصارًا لمحتجي «احتلوا بورتلاند»، لأن الشرطة صُدّت مرتين ولم تتمكن من تفكيك المخيم قبل الموعد النهائي. أشارت المجموعة إلى الطبيعة اللاعنفية لمعسكر الاحتجاج في وسط المدينة طوال فترة وجوده وحتى إزالته في نهاية المطاف.
بعد ذلك بنت المدينة سياجًا شبكيًا حول الساحتين لمنع المتظاهرين من العودة إلى موقع المخيم. في مساء يوم 13 نوفمبر، احتشد المتظاهرون مرة أخرى في الشارع الرئيسي، على بعد بناء واحد غرب المعسكر الأصلي، لكنّ الشرطة فضّت التجمع.